# Csuntics vára
Csuntics vára (horvátul: Utvrda Čuntić) egy várrom Horvátországban, a Sziszek-Monoszló megyei Petrinyához tartozó Hrvatski Čuntić településen.

## Fekvése
Čuntić (Csuntics) várának romjai a falu felett nyugatra emelkedő Gradina nevű magaslaton találhatók.

## Története
A várat 1551-ben Pecki és Klinac váraival egyidejűleg építtette a zágrábi káptalan. A  Petrinjčica völgye feletti magaslaton épült és az Unamentét Hrastovicával és a Kulpamentével összekötő középkori utat volt hivatott ellenőrizni. Miután megerősítését nem tartották kifizetődőnek a fokozódó török támadások nyomán 1563-ban az udvari haditanács lerombolását rendelte el. Ezt valószínűleg végre is hajtották. A török a 16. század második felében az egész térséget megszállta.

## A vár mai állapota
A várból mára csak egy romos torony maradt, rajta kívül felismerhetők még egy 5-6 méterszer 10-12 méteres épület alapfalai. A várba az első emeletnél egy felvonóhídon át lehetett belépni. A vár durván faragott kőtömbökből épült meglehetős gyorsasággal. A körülötte nőtt buja növényzetet csak nemrég irtották ki, hogy az ide látogatók könnyebben felismerjék az erődítmény stratégiai jelentőségét.